# Rapiqu
Rapiqu fou una antiga ciutat a la riba de l'Eufrates. Apareix esmentada a les tauletes de Mari i formava la part sud del regne de Mari. No s'ha de confondre amb la ciutat sumèria de Rapiqum.
La situació de la ciutat no ha estat encara determinada, però probablement estava a situada a la proximitat de la moderna Ramadi, a més de 200 km al sud de la ciutat de Mari. Fou conquerida per Tukultininurta I d'Assíria vers el 1200 aC.